# Wasserstraßen- und Schifffahrtsamt Ems-Nordsee
Das Wasserstraßen- und Schifffahrtsamt Ems-Nordsee (WSA Ems-Nordsee) ist ein Wasserstraßen- und Schifffahrtsamt in Deutschland. Es gehört zum Dienstbereich der Generaldirektion Wasserstraßen und Schifffahrt als oberste Bundesbehörde der Wasserstraßen- und Schifffahrtsverwaltung des Bundes.
Das Amt ist am 15. Januar 2020 aus der Zusammenlegung der bisherigen Wasserstraßen- und Schifffahrtsämter Meppen und Emden hervorgegangen und das sechste im Zuge der Ämterreform gebildete, neue Wasserstraßen- und Schifffahrtsamt.

## Zuständigkeitsbereich
Zum Zuständigkeitsbereich des WSA Ems-Nordsee gehören folgende Gewässer:
- die (alte Binnen-)Ems von Rheine (km 44,768) bis Gleesen sowie von Hanekenfähr (km 84,41) bis Meppen (km 124,1)
- die Unter- und Außenems von Papenburg (km 0,0) bis zur Emsansteuerung bei Borkum (km 112) inklusive der Altarme
- der Dortmund-Ems-Kanal (DEK) von Gleesen (km 138,258) bis Papenburg (km 225,82) inkl. der Ems-Altarme und der Mündungsstrecke der Hase in Meppen
- der Küstenkanal (KüK) von westlich Oldenburg (km 8,054) bis zur Einmündung in den Dortmund-Ems-Kanal (km 69,63)
- der Elisabethfehnkanal (EFK) vom Küstenkanal zur Leda
- die Sagter Ems und Leda zwischen Elisabethfehnkanal und Ems
- der Ems-Seitenkanal (EmK) von Oldersum bis in den Emder Hafen
- die Nordsee von der niederländischen Grenze bis zum Harlefahrwasser zwischen den Inseln Spiekeroog und Wangerooge sowie im Norden bis zur südlichen Grenze des Verkehrstrennungsgebietes
- der teilfertiggestellte Seitenkanal Gleesen-Papenburg (SGP)

## Aufgaben
Zu den Aufgaben des Wasserstraßen- und Schifffahrtsamtes gehören:
- Unterhaltung der Bundeswasserstraßen im Amtsbereich
- Betrieb und Unterhaltung baulicher Anlagen, z. B. Schleusen, Wehre und Brücken
- Aus- und Neubau
- Unterhaltung und Betrieb der Schifffahrtszeichen
- Erfassung und Auswertung von Wasserständen, Abflüssen und umweltrelevanten Daten
- Übernahme strom- und schifffahrtspolizeilicher Aufgaben.

Zur Ordnung des Schiffsverkehrs in der Emsmündung betreibt das WSA im Rahmen des deutsch-niederländischen Verkehrssicherungssystems Ems die Verkehrszentrale Ems.

## Dienstorte, Außenbezirke und Bauhöfe
Das Wasserstraßen- und Schifffahrtsamt Ems-Nordsee hat Dienstorte in Emden und Meppen. Außenbezirke befinden sich in Meppen, Lathen, Leer, Emden, Borkum, Edewechterdamm, und Rheine. Das Wasserstraßen- und Schifffahrtsamt Ems-Nordsee unterhält zudem Bauhöfe in Meppen und Emden, wobei der Bauhof Emden zusätzlich noch eine Außenstelle auf Norderney hat.